# Czechowice-Dziedzice Południowe
Czechowice-Dziedzice Południowe – stacja kolejowa w Czechowicach-Dziedzicach, w powiecie bielskim, w województwie śląskim.

## Ruch pasażerski
| Rok  | Wymiana pasażerska na dobę |
| ---- | -------------------------- |
| 2017 | 140-149                    |
| 2022 | 150-199                    |

## Historia
Początkowo funkcjonował przystanek kolejowy otwarty 20 czerwca 1895 roku. Wybudowano murowany budynek wraz z poczekalnią i kasą biletową oraz kasą bagażową. Stacja ma pojedynczy peron z wiatą oraz przejście nadziemne. Zostały wybudowane dodatkowo dwie nastawnie obsługujące również eksploatowaną bocznicę do elektrociepłowni Bielsko-Północ. Stacja ma cztery tory główne oraz dwa tory dodatkowe.
Pod koniec 2005 roku została zamknięta kasa biletowa oraz później poczekalnia. Obok stacji znajduje się plac ładunkowy. Korzystała z niego dawniej kolejka wąskotorowa z cegielni w Bestwinie, z której przeładowywano cegły na wagony normalnotorowe. 
Od stycznia 2007 roku budynek dworca jest wynajmowany przez Chrześcijańską Wspólnotę Zielonoświątkową; obiekt zaadaptowano na potrzeby nabożeństw, pierwsze z nich odbyło się 3 maja 2007 roku.